# Athamanta densa
Athamanta densa là một loài thực vật có hoa trong họ Hoa tán. Loài này được Boiss. & Orph. mô tả khoa học đầu tiên năm 1856.